# Lesvölgy
Lesvölgy település Romániában, Szilágy megyében.

## Fekvése
Nagylózna közelében fekvő település.

## Története
Lesvölgy újonnan, 1956-ban alakult település.
1956-ban 91 lakosa volt.
1966-os népszámlálási adatok szerint 113 lakosa volt, melyből 112 román, 1 magyar volt.